# Sieradz
Sieradz (in latino Syradia) è una città polacca del distretto di Sieradz nel voivodato di Łódź.
Ricopre una superficie di 51,22 km² e nel 2010 contava 44018 abitanti. Situata sul fiume Warta.
È situata nel voivodato di Łódź dal 1999, ma dal 1339 al 1793 e 1975 al 1998 è stata la capitale del voivodato di Sieradz, oggi non più esistente. Storicamente è stata uno dei ducati minori della Piccola Polonia.

## Storia

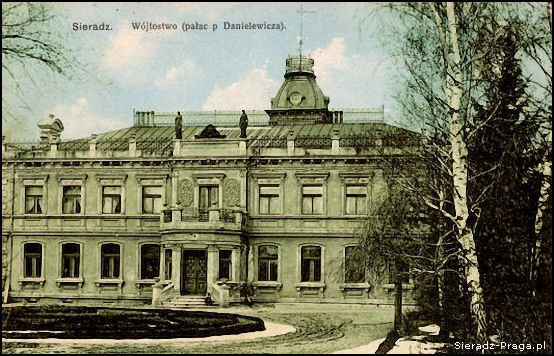
Il palazzo di Danielewicz prima di essere distrutto dai tedeschi nel 1945.

La città fu fondata nel Medioevo durante il regno della dinastia Piast in Polonia. Nel 1154, il geografo Muhammad al-Idrisi, in Tabula Rogeriana chiamò Sieradz una delle "famose capitali e forti centri" della Polonia accanto a Cracovia, Breslavia, Gniezno e Łęczyca. La città fu invasa dai Mongoli nel 1241, dai Cechi nel 1292 e dai Cavalieri Teutonici nel 1331. Dal 1339, la capitale della voivodato di Sieradz. Sieradz era una città regia. Il re Ladislao II di Polonia visitò ripetutamente la città. Nel XV secolo, alle convenzioni di Sieradz, fu presa la decisione di scegliere Ladislao III e Casimiro IV per i re di Polonia.
Nel 1909, la città ha sofferto di alluvioni.
Durante la prima e la seconda guerra mondiale, la città fu occupata dai tedeschi.

## Monumenti e luoghi d'interesse
- Collegiata Basilica di Ognissanti (Bazylika kolegiacka Wszystkich Świętych), gotico
- Chiesa di San Stanislao (Kościół św. Stanisława), gotico e barocco
- Monastero domenicano
- Museo distrettuale di Sieradz (Muzeum Okręgowe w Sieradzu)
- Teatro Comunale (Teatr Miejski)
- Chiesa dello Spirito Santo (Kościół św. Ducha)
- Chiesa di San Adalberto (Kościół św. Wojciecha)
- Chiesa di Cristo Redentore e Santo Nome di Maria (Kościół Chrystusa Odkupiciela i Najświętszego Imienia Maryi)
- Piazza del Mercato (Rynek)
- Maniero di larice (Dworek Modrzewiowy)
- Casa del boia (Dom kata)
- Biuro Wystaw Artystycznych (galleria d'arte)
- Edificio della caserma dei pompieri
- Liceum Ogólnokształcące nr 1 (liceo), neoclassicismo
- Cappella di San Gaetano (Kaplica św. Kajetana)
- Vecchie case

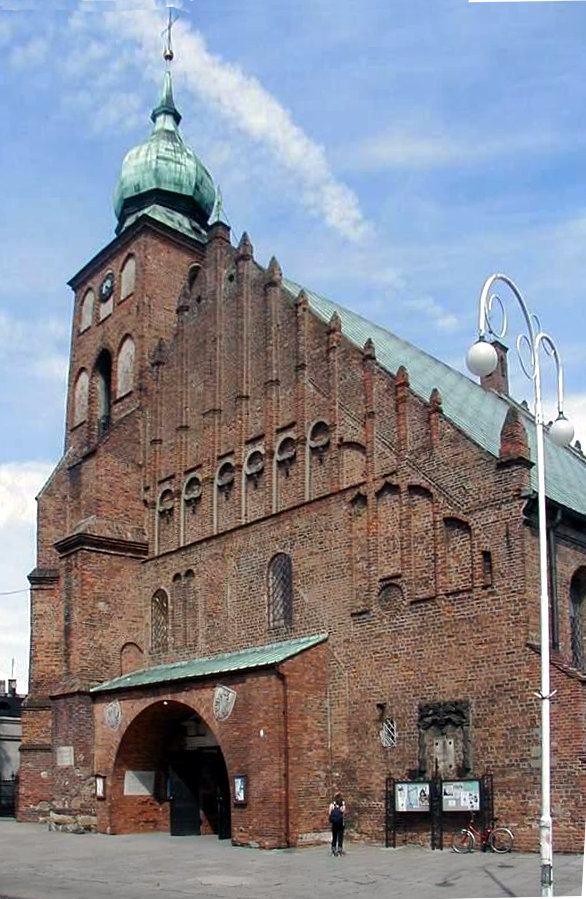
Collegiata Basilica di Ognissanti
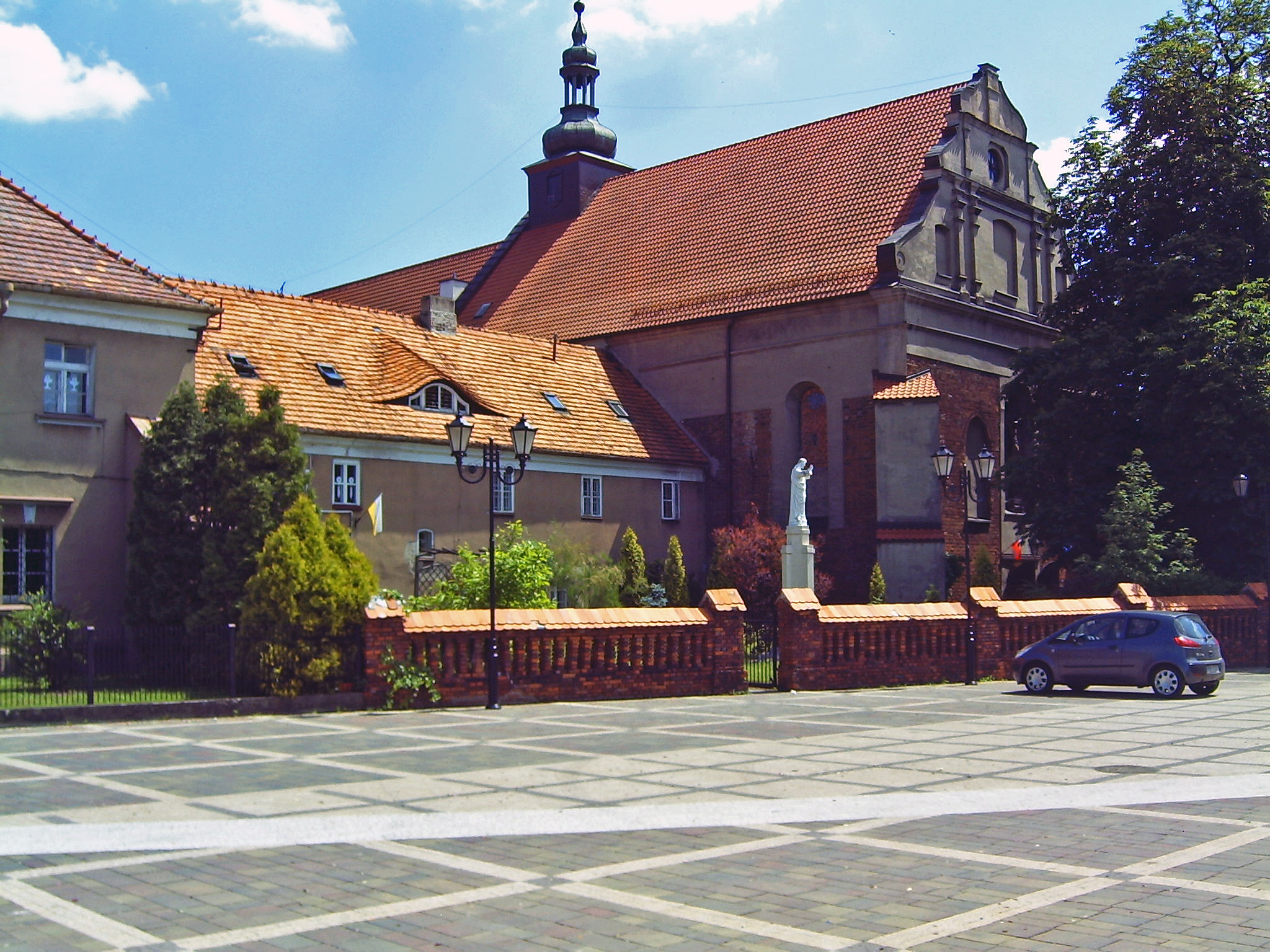
Chiesa di San Stanislao e monastero domenicano
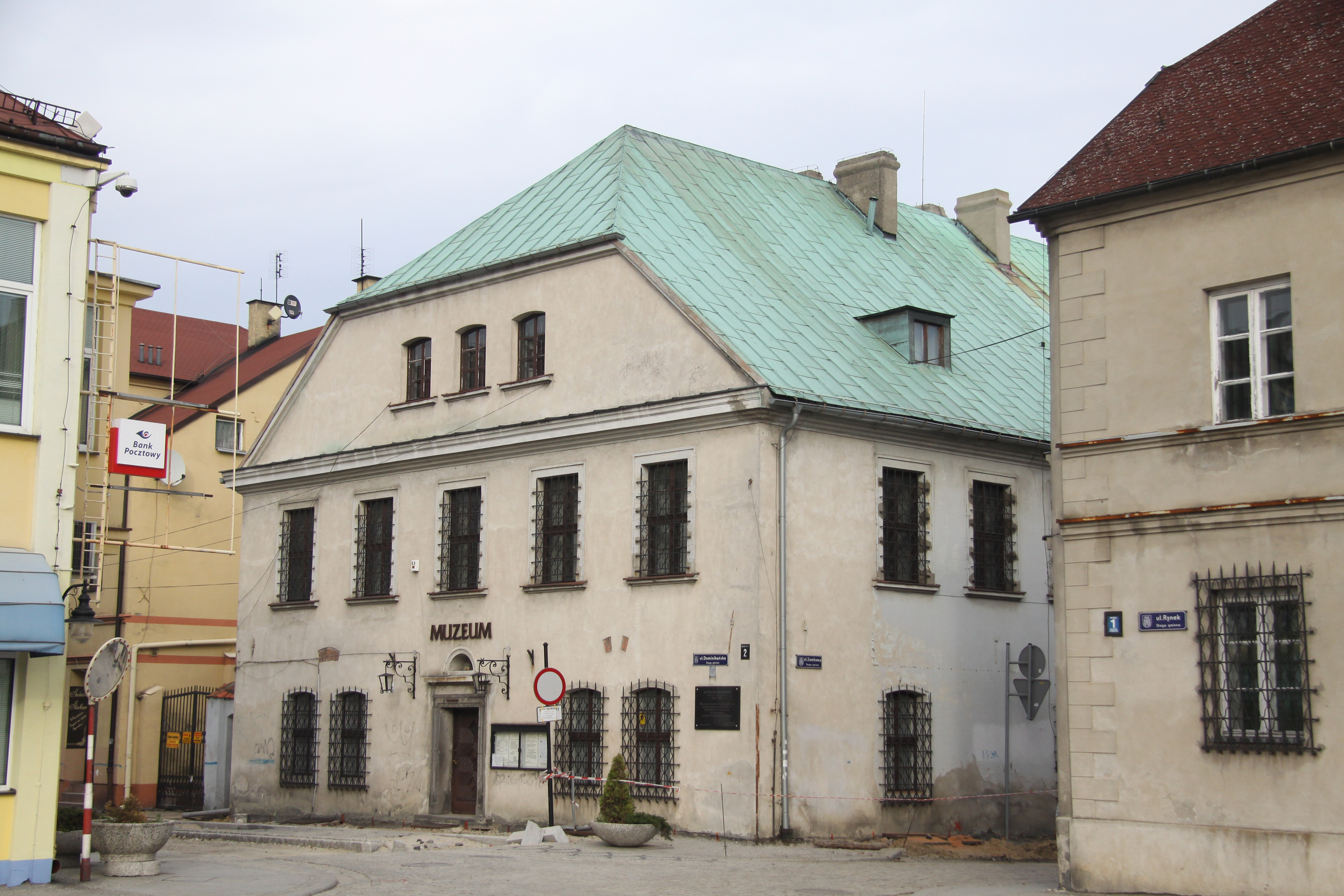
Museo distrettuale
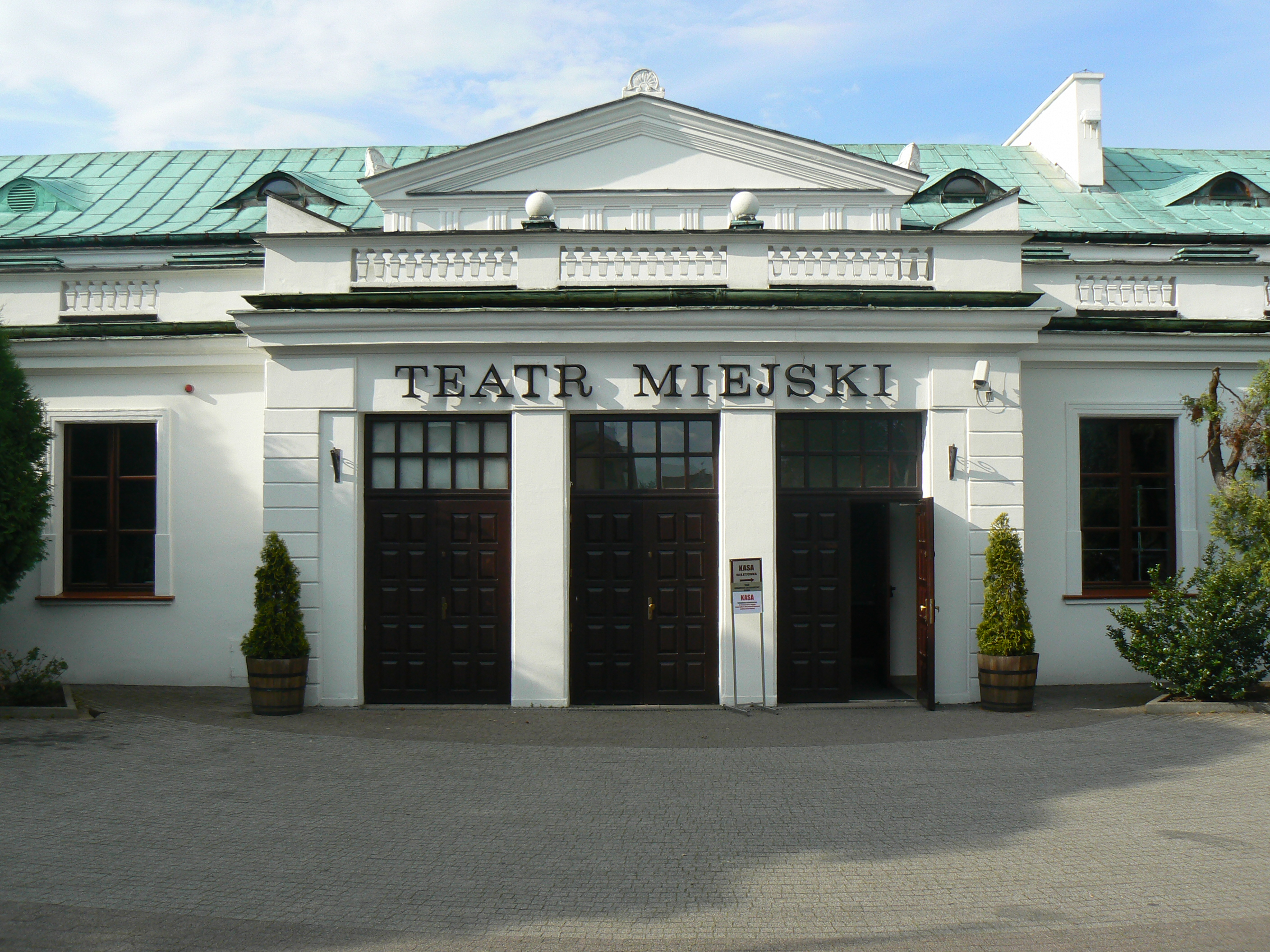
Teatro Comunale
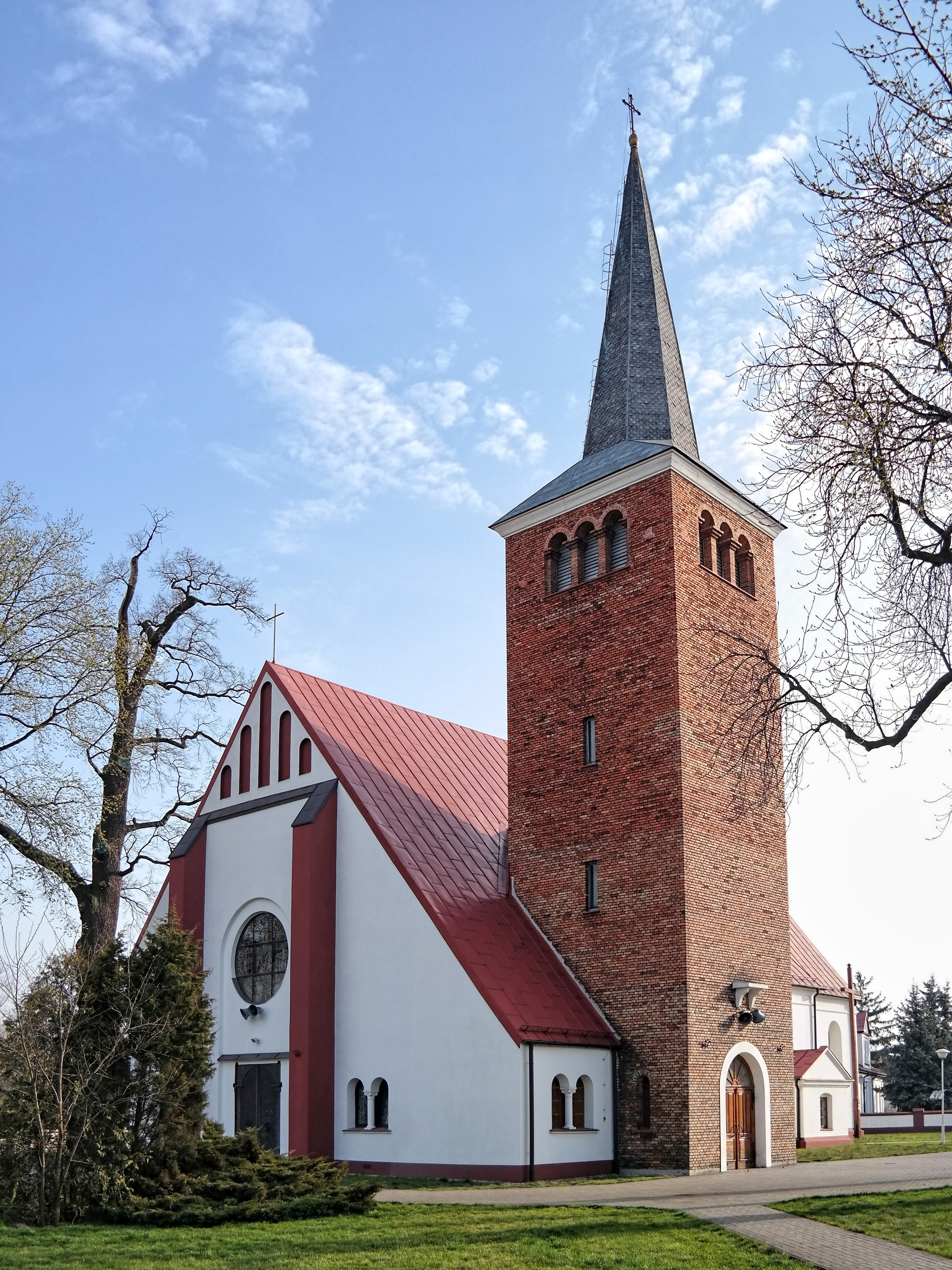
Chiesa di San Adalberto
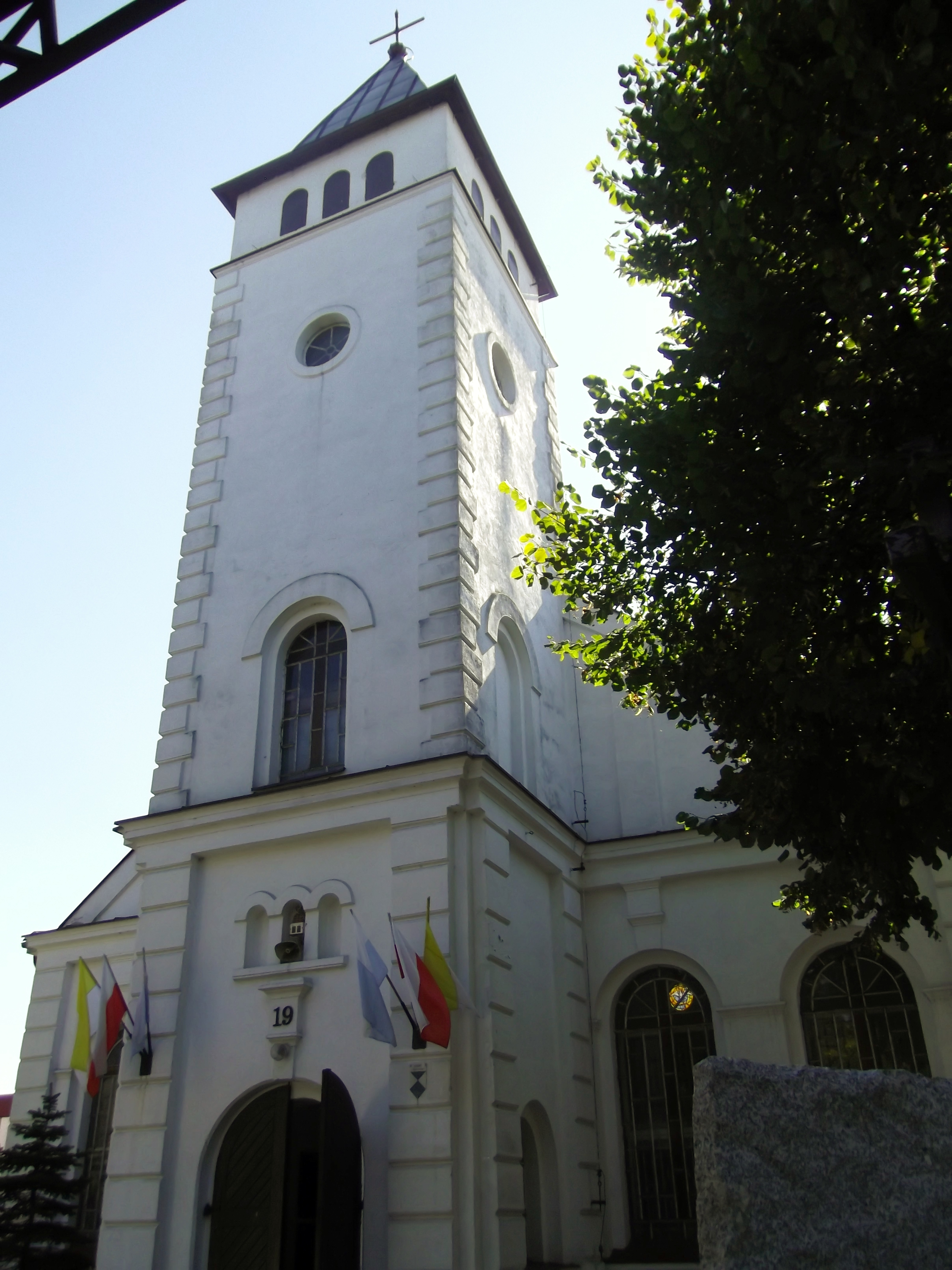
Chiesa di Cristo Redentore e Santo Nome di Maria
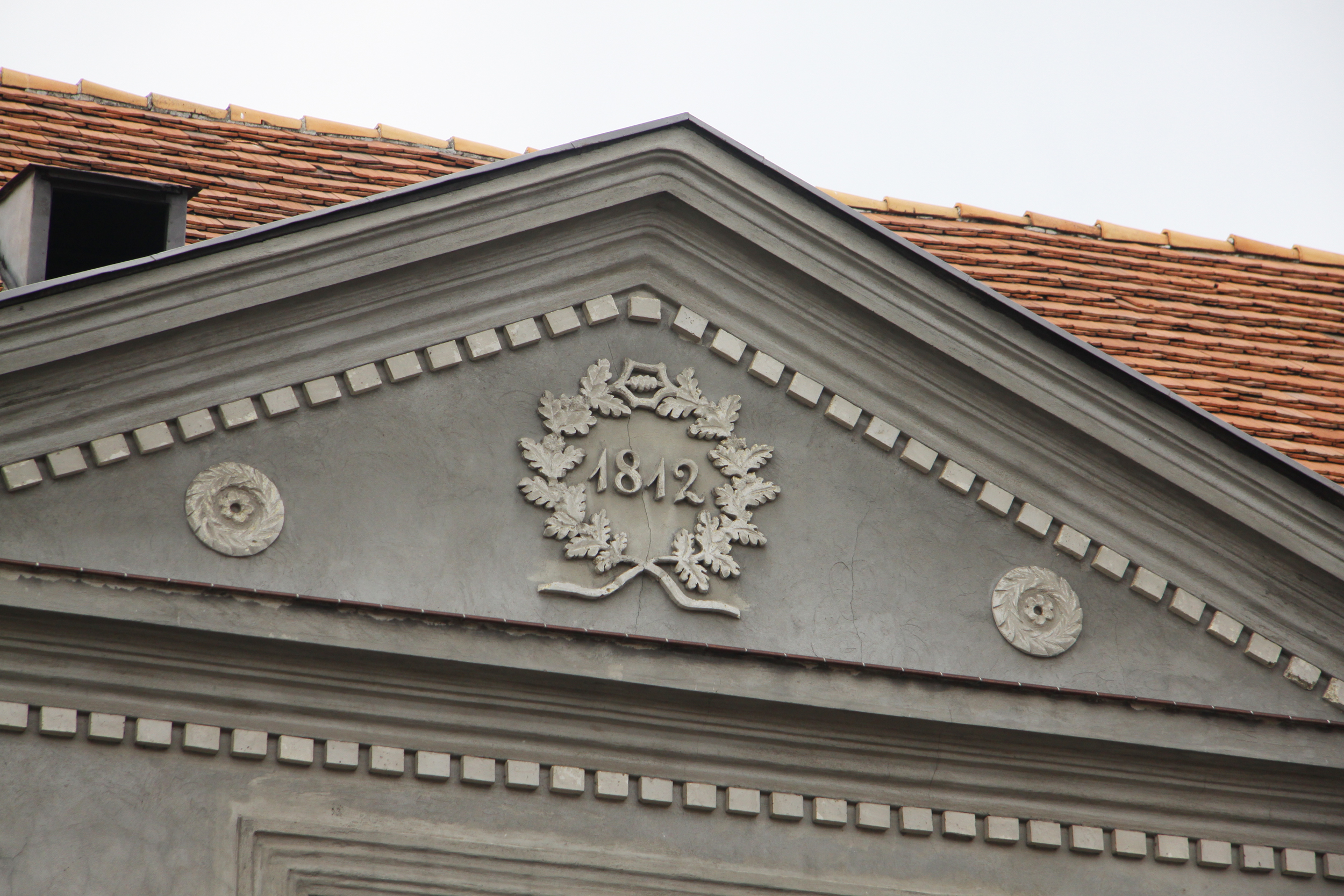
Dettaglio della casa del XIX secolo

## Istruzione
- Nauczycielskie Kolegium Języków Obcych in Sieradz (College per insegnanti di lingue straniere)
- Wyższa Szkoła Humanistyczno-Ekonomiczna
- Wyższa Szkoła Kupiecka di Łódź, con sede distaccata a Sieradz

## Sport
La più importante società calcistica è Warta Sieradz.
Nel 1907, la società ginnastica polacca "Sokol" fu fondata a Sieradz.

## Politica

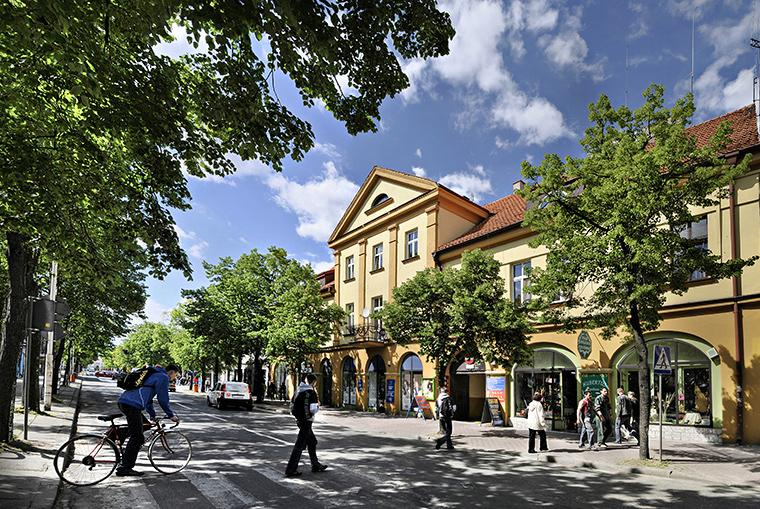
Strada Kościuszki

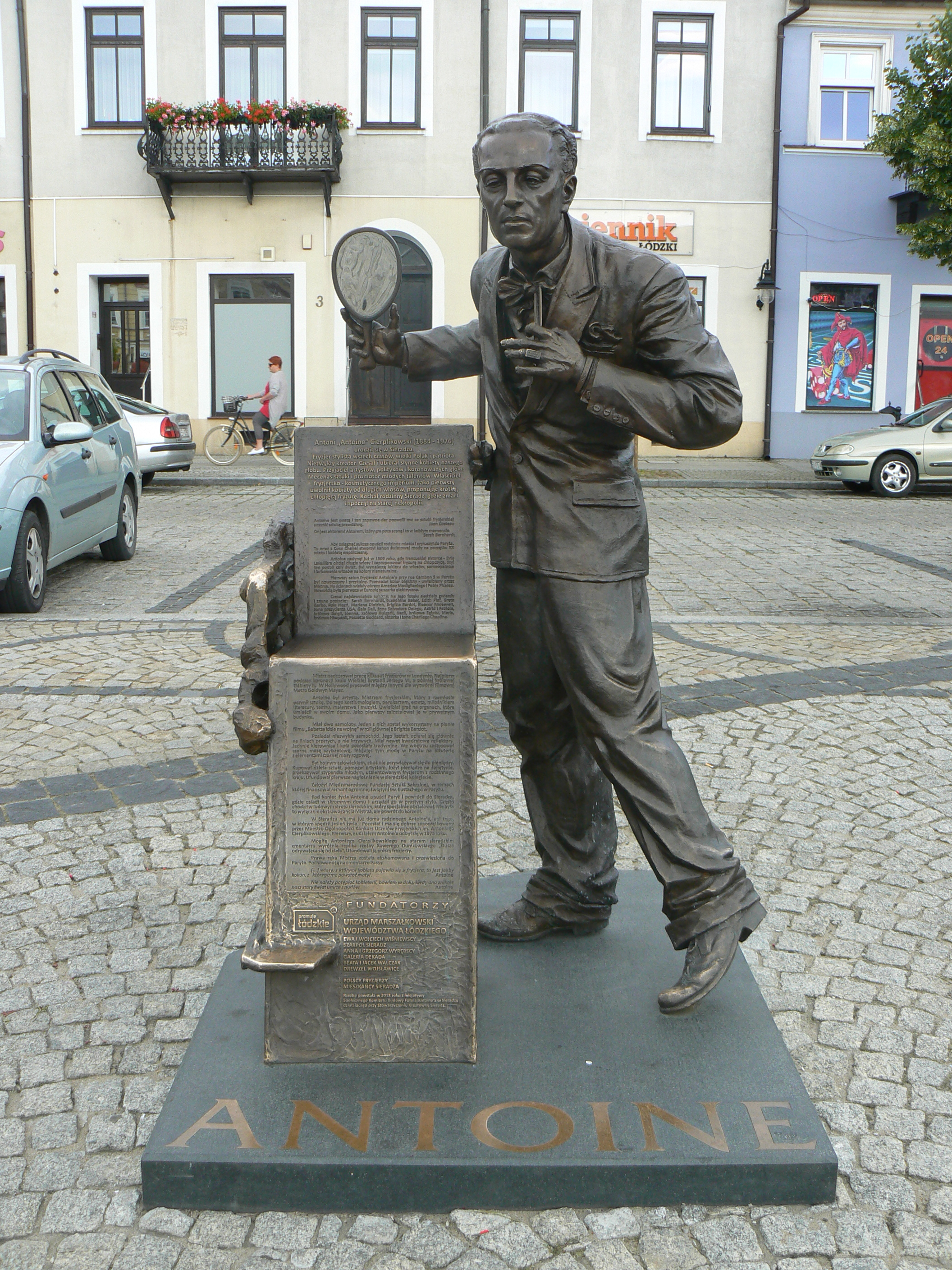
Monumento ad Antoine, celebre parrucchiere, originario di Sieradz

### Costituente di Sieradz
Membri del Parlamento (Sejm) eletti dalla costituente di Sieradz:
- Anita Błochowiak, SLD-UP
- Waldemar Borczyk, Samoobrona
- Tadeusz Gajda, PSL
- Cezary Grabarczyk, PO
- Krystyna Grabicka, LPR
- Michał Kaczmarek, SLD-UP
- Piotr Krzywicki, PiS
- Irena Nowacka, SLD-UP
- Wojciech Olejniczak, SLD-UP
- Andrzej Pęczak, SLD-UP
- Renata Rochnowska, Samoobrona
- Wojciech Zarzycki, PSL

## Governanti

### Duchi di Sieradz-Łęczyca
- 1228-1232 Enrico I il Barbuto (Henryk I Brodaty)
- 1232-1233 e 1234-1247 Corrado di Masovia (Konrad Mazowiecki)
- 1247-1260 Casimiro I di Masovia (Kazimierz I Mazowiecki)
- 1260-1275 Leszek il Nero (Leszek Czarny)
- 1275-1294 diviso nei due ducati di Sieradz and Łęczyca
- 1294-1297 Ladislao III (Władysław Łokietek)
- 1297-1305 Venceslao II di Boemia (Wacław II Czeski)

Dopo il 1305 parti del Regno di Polonia furono unite a formare il voivodato di Łęczyca e il voivodato di Sieradz.

### Duchi di Sieradz
- 1233-1234 Boleslao I di Masovia (Bolesław I Mazowiecki)
- 1275-1288 Leszek il Nero (Leszek Czarny)
- 1288-1294 Ladislao II (Władysław Łokietek)
- 1327-1339 Przemysł di Cuiavia (Przemysł Kujawski)

Dopo il 1305 parti del Regno di Polonia, come ducato vassallo, furono incorporate nel 1139 dal re Casimiro III di Polonia a formare il voivodato di Sieradz.